# Dama con petrarquino
Dama con petrarquino es una pintura al óleo sobre tabla de 87 x 69 cm de Andrea del Sarto, de 1528 aproximadamente y conservada en los Uffizi de Florencia.

## Historia
De procedencia desconocida, el retrato se conoce por el inventario de la Tribuna de 1589, en el cual es atribuido a Pontormo. Desde 1634 la atribución se cambió a Andrea del Sarto y nunca más se discutió.
Las tentativas de identificación de la dama han sido numerosos, pero ninguno ha logrado demostrar su identidad, apoyándose tan solo en sugerencias y probabilidades. En los inventarios de 1687 y 1784 se habla de Lucrezia Bonafede, propietaria del Autorretrato del pintor en tiempos de Vasari, mientras De Pietro (1910), seguido por Wagner (1951) y Freedberg (1963), plantearon que se tratara de la hijastra del pintor, Maria del Berrettaio, nacida del anterior matrimonio de su esposa.
Shearman en cambio, seguido por Caneva (1986), habló del retrato de una enamorada encargado por un admirador, un pretendiente o un novio, leyendo en los dibujos preparatorios (identificados por Fische en 1922) algunas anotaciones sobre el color y la fisionomía de la joven, obviamente solicitudes del comprador incompatibles con un retrato familiar.
La datación ha oscilado entre 1514 (Sinibaldi, Venturi) y 1528-1529 (Freedberg), con la propuesta de 1520 de De Pietro (1910) y sobre todo la de 1528 de Knapp (1907), aceptada ahora por la mayor parte de la crítica.

## Descripción y estilo
El retrato, considerado entre las obras maestras de la retratística italiana, tiene un tono coloquial insólito, dado por la cabeza reclinada de la joven, que dirige una mirada tierna y asoma una sonrisa cómplice al espectador. La mujer aparece de tres cuartos, sobre fondo neutro oscuro, mirando hacia la izquierda y sentada con los brazos sobre los reposabrazos de una silla redonda. Lleva un vestido color genciana, con una abertura vertical sobre el pecho permitiendo ver la camisa de cuello alto y la cinta anudada que cierra la abertura, donde se encuentra un gracioso ramito de flores frescas. Las amplias mangas abullonadas son ceñidas y blancas desde el codo a la muñeca, donde asoman los puños plisados de la camisa del mismo color. La cabeza está modesta y elegantemente peinada, con los cabellos castaños recogidos en una trenza que cuelga a la espalda decorada con cintas marrones como el cinturón y otra blanca al frente.
Con la mano sostiene abierto un petrarquino, lectura muy popular en la época y presente en otros muchos retratos contemporáneos; era de pequeño formato, un precedente del libro de bolsillo, pero aquí su mayor tamaño es una licencia artística para permitir encajar el texto de dos sonetos sobre una sola página ya que sobre la página abierta, con el índice de la izquierda la retratada señala los sonetos Ite caldi sospiri al freddo core y Le stelle, il cielo et gli elementi a prova (CLIII y CLIV). La atención se centra en el rostro confiado y en las manos expresivas, gracias a los toques de luz presentes en los puños plisados y la blancura de la página escrita.